# Pseudotomentella
Pseudotomentella — рід грибів родини Thelephoraceae. Назва вперше опублікована 1958 року. Рід описав чеський міколог Мірко Сврчек.

## Галерея

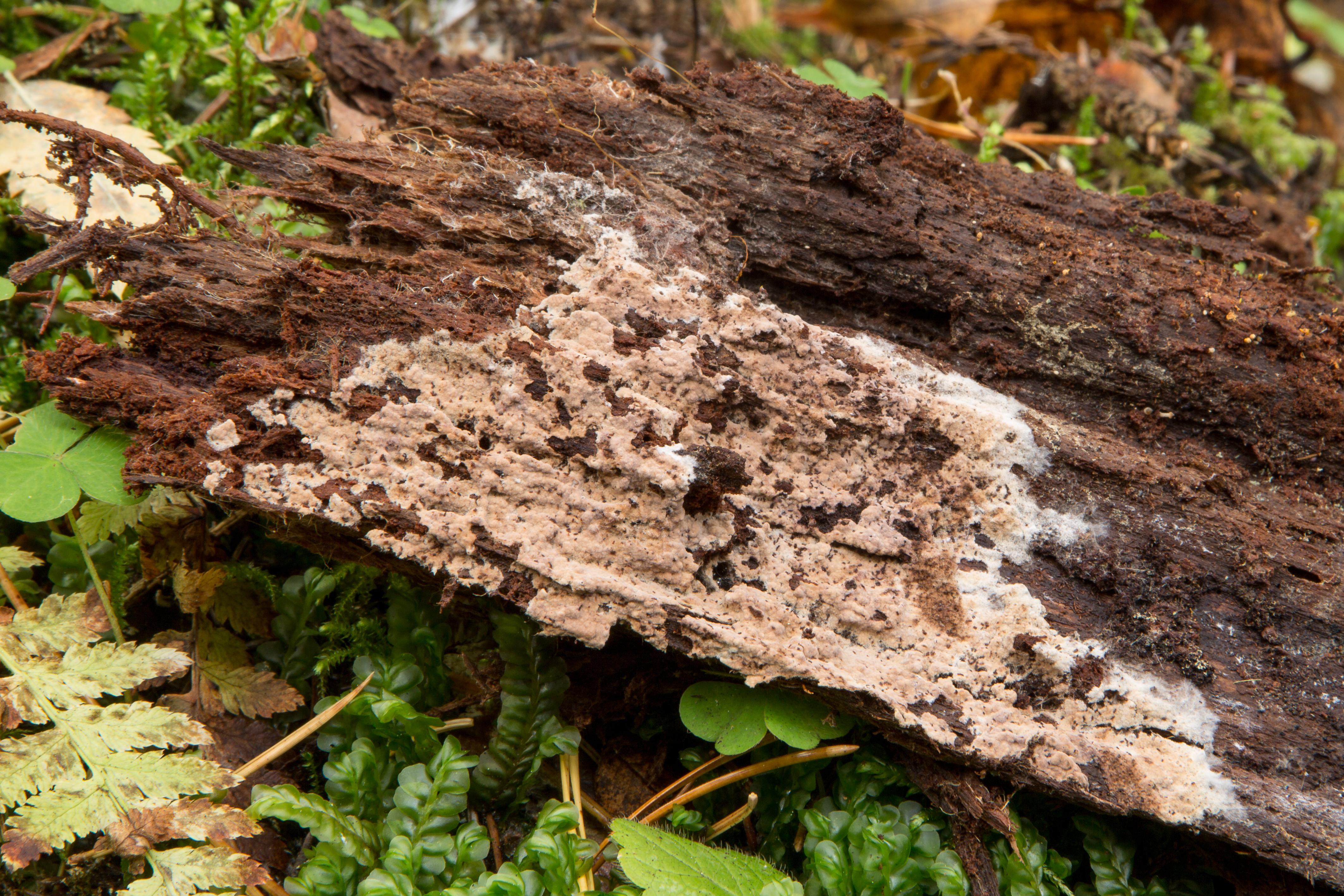
Pseudotomentella
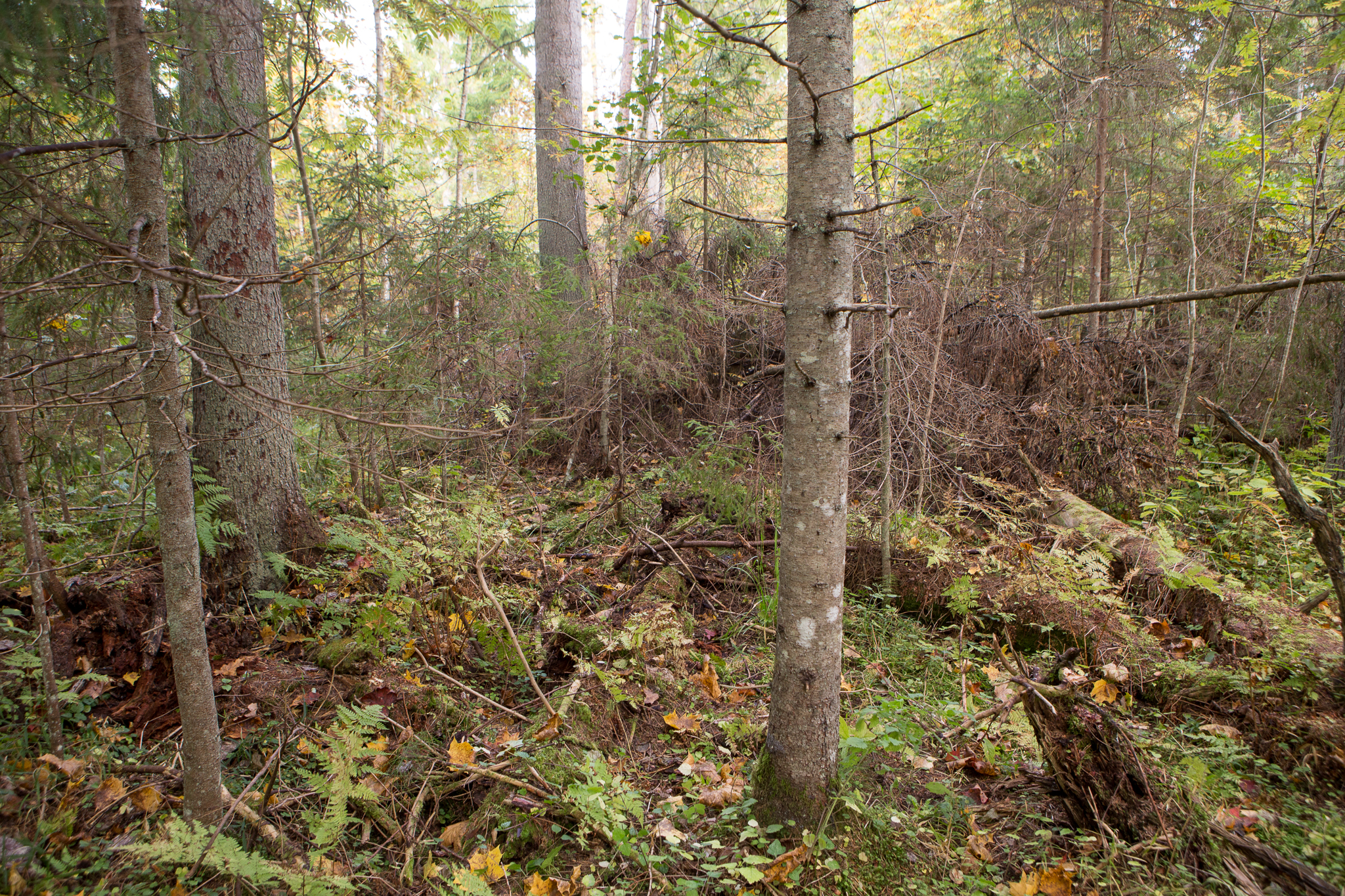
Проживання Pseudotomentella у лісі Ярвселя
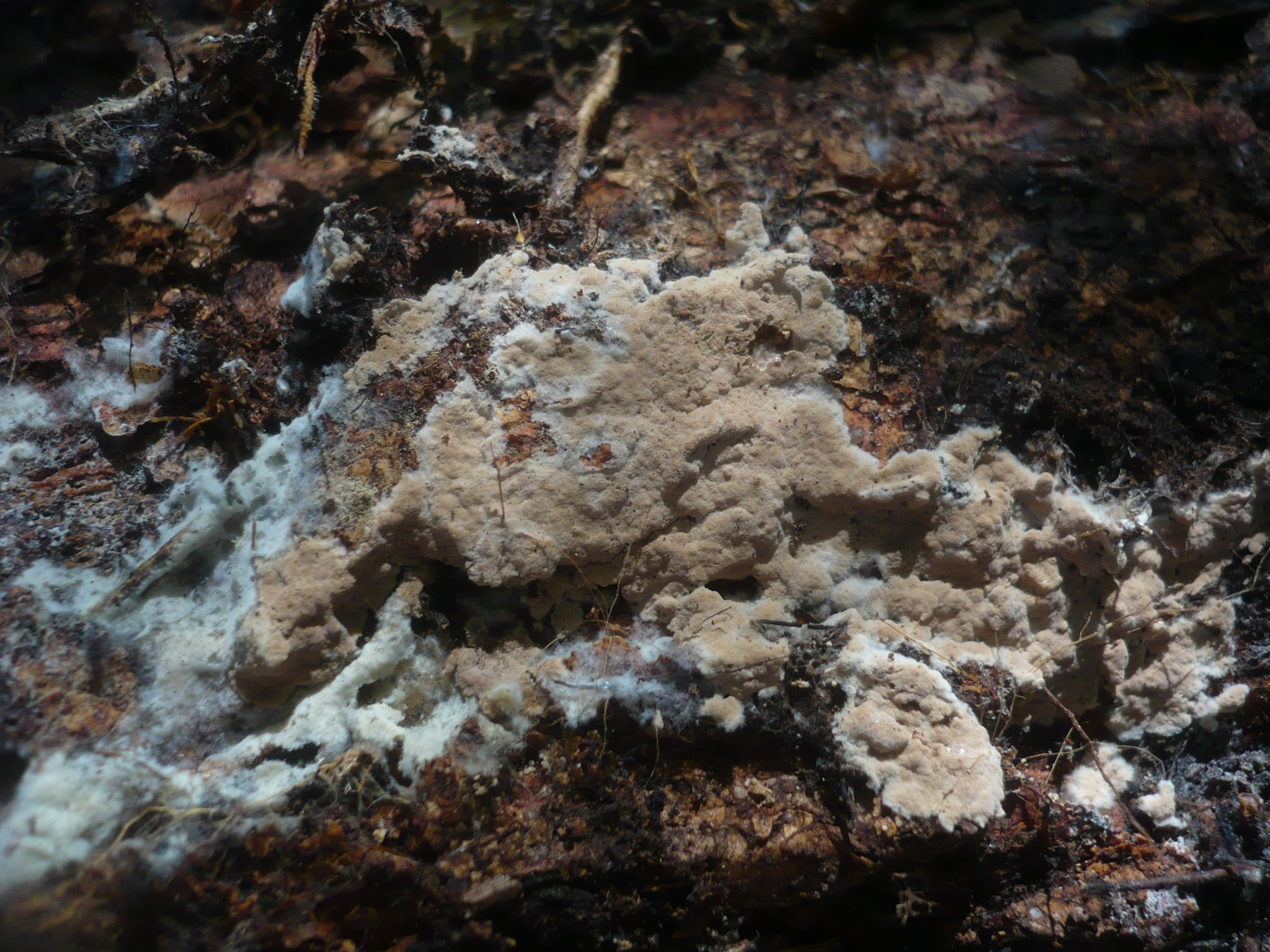
Pseudotomentella mucidula (P. Karst.) Svrcek